# Gizellafalva
 Gizellafalva (románul:  Ghizela, németül: Giseladorf) községközpont Romániában, a Bánságban, Temes megyében. Az első világháborúig Temes vármegye Temasrékasi járásához tartozott.

## Népessége
- 1900-ban 4106 lakosából 2202 volt román, 1810 német, 68 magyar, 14 szerb és 12 szlovák  anyanyelvű; 1854 ortodox, 1858 római katolikus, 366 görögkatolikus, 15 izraelita, 11 református és 2 evangélikus vallású.
- 2002-ben az 1302 lakosából 1219 volt román,  52 magyar, 14 német, 10 ukrán, 5 cigány és 1 szerb, 1172 ortodox, 72 római katolikus, 33 baptista, 11 pünkösdista, 8 adventista, 3 református és 3 görögkatolikus.

## Látnivalók
- Nicolae Ursu zenész emlékháza Szikláson
- Római katolikus templom Gizellafalván
- Sziklási ortodox templom

## Külső hivatkozások
- BANATerra
- térkép
- BANATerra (román)